# Barycnemis exhaustator
Barycnemis exhaustator är en stekelart som först beskrevs av Fabricius 1798.  Barycnemis exhaustator ingår i släktet Barycnemis och familjen brokparasitsteklar. Inga underarter finns listade.